# Thiene
Thiene est une commune de la province de Vicence dans la région Vénétie en Italie.

## Histoire
Depuis le congrès de Vienne (1815) jusqu'en 1866, la commune de TIENE fait partie de la monarchie autrichienne (royaume de Lombardie-Vénétie), gouvernement de Vénétie.

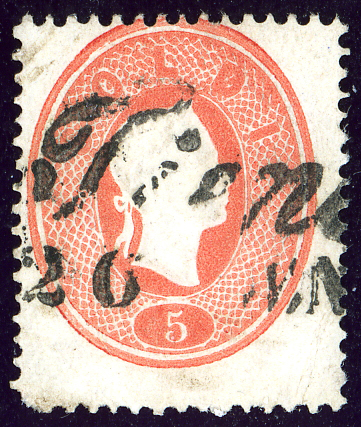
Timbre du Royaume lombardo-vénitien de 1861, 5 soldi oblitéré à Tiene.

## Administration
| Période                                  | Période | Identité | Étiquette | Qualité |
| ---------------------------------------- | ------- | -------- | --------- | ------- |
|                                          |         |          |           |         |
| Les données manquantes sont à compléter. |         |          |           |         |

### Hameaux
Borgo Lampertico, Rozzampia, Santo

### Communes limitrophes
Malo, Marano Vicentino, Sarcedo, Villaverla, Zanè, Zugliano